# Борго Катена (Анкона)
Борго Катена је насеље у Италији у округу Анкона, региону Марке.
Према процени из 2011. у насељу је живело 462 становника. Насеље се налази на надморској висини од 24 м.